# Барьерный риф Новой Каледонии
Барьерный риф Новой Каледонии (фр. Lagons de Nouvelle-Calédonie) — барьерный риф в Новой Каледонии (Океания), который является третьим по размеру коралловым рифом в мире, после Большого барьерного рифа у берегов Австралии и Белизского барьерного рифа в Карибском море.
Вытянувшийся на 1500 км риф опоясывает остров Гранд-Тер (крупнейший в Новой Каледонии), остров Иль-де-Пен, а также несколько меньших по размеру островов. Суммарная площадь окружающих риф лагун составляет 24 тыс. км², средняя глубина — 25 м. Северо-западная часть рифов включает в себя острова Белеп и другие песчаные банки.
Среди значительного биоразнообразия встречается много эндемиков. Здесь живёт находящийся под угрозой вымирания дюгонь, а также откладывают яйца зелёные черепахи.
Рифы, расположенные рядом с устьями рек, испытывают негативное влияние от наносов от горнодобывающей и сельскохозяйственной деятельности человека, а также от уничтожения мангровых рощ, которые задерживали седименты. В 2008 году лагуны барьерного рифа Новой Каледонии были внесены в список объектов Всемирного наследия ЮНЕСКО.